# 袋文字
袋文字（ふくろもじ）は文字修飾の一種で、輪郭線だけがある文字を指す。白抜き文字（しろぬきもじ）、縁取り文字（ふちどりもじ）、アウトライン文字とも呼ぶ。

## 概要
たとえば「★」のような文字があったとき、「☆」のように文字の境界の線のみにすることを、「袋文字にする」と呼ぶ。文字を強調する目的や、題字などに用いられる。通常の文字との区別に用いることもある。
TrueTypeやOpenTypeの書式にもoutlineがある。